# رحلة إلى جزر إسكتلندا الغربية
رحلة إلى جزر اسكتلندا الغربية (1775) هي رواية سفر صموئيل جونسون حول رحلة ثلاثة وثمانين يوما من خلال اسكتلندا، ولا سيما جزر هبريدس، في أواخر صيف وخريف عام 1773. عن عمر ثلاثة وستين عاما رافق جونسون صديقه البالغ من العمر اثنين وثلاثين عاما من سنوات عديدة، جيمس بوزويل، والذي وأيضا سجل رقما قياسيا في الرحلة التي نشرت في 1785 كيوميات جولة إلى هبريدس. وغالبا ما تم نشر الروايتين في مجلد واحد، وهو مفيد لمقارنة منظورين من نفس الأحداث، على الرغم من أنها مختلفة جدا في النهج --- ركز جونسون في اسكتلندا، وركز بوزويل على جونسون. (بوزويل مضى لكتابة السيرة الذاتية الشهيرة جونسون).

## اسكتلندا
كان هايلاند اسكتلندا لا يزال مكانًا متوحشًا نسبيًا في عام 1773. وعملت القوات البحرية المغربية وسفن عبيد السواحل (تم الإبلاغ عن سبع رقيق في عام 1774 وحده). كان تدمير الغابات الاسكتلندية على قدم وساق. وقد تم تفكيك نظام العشيرة الإسكتلندي بموجب قانون البرلمان، وتم نزع سلاح السكان وحظر ارتداء الترتان. تم تقطير الويسكي الإسكتلندي بطريقة غير مشروعة وغزارة (لاحظ جونسون عادة السكة، أو شرب الويسكي قبل الإفطار). لم يتم تأسيس حكم القانون بأي حال من الأحوال، وتم تقليص سلطة زعماء القبائل، لكن في الغالب كانت السلطة الحقيقية الوحيدة.
قام جونسون وبوسويل بجولة في المرتفعات والجزر عن طريق النقل، على ظهور الخيل وعلى متن قارب، والتخطيط لمراحل رحلتهم للبقاء في منازل طبقة النبلاء المحلية. لقد فاجأوا عندما زاروا زميلهم اللورد مونبوذو في منزل مونبوذدو ورأوه في ملابسه البدائية كمزارع، صورة مختلفة تماما عن صورته كمحكم فكري في إدنبره من فقيه الحقوق والفيلسوف والمفكر التطوري البدائي.

## روابط خارجية
- رحلة إلى جزر اسكتلندا الغربية على موقع الموسوعة البريطانية (الإنجليزية)